# Cruiser Mk III
Cruiser Tank Mk III (znany także jako A13) – brytyjski czołg pościgowy z okresu II wojny światowej, pierwszy brytyjski czołg z zawieszeniem Christiego.

## Historia
A13 powstał dzięki sugestii podpułkownika G. le Q Martela, który po obejrzeniu manewrów, w których brały udział radzieckie czołgi BT zaproponował, aby użyć zawieszenia Christiego do czołgów brytyjskich. W 1936 zakupiono dwa czołgi typu Christie i na ich podstawie firma Morris Commercial Ltd. wybudowała kilka prototypów, które były testowane w latach 1936-37. Pierwsze prototypy miały szereg wad konstrukcyjnych związanych między innymi z nadmierną prędkością czołgu, którą w związku z tym zmniejszono z 56 km/h do 48 km/h. W styczniu 1938 zamówiono 65 sztuk tego pojazdu.
Podobnie jak inne czołgi pościgowe, był bardzo słabo opancerzony i został wycofany z jednostek bojowych w 1941, przez kilka lat służył jeszcze do szkolenia kierowców. Wziął udział w walkach we Francji w 1940 i w Libii do 1941.